# Białkowo (Mazovie)
Pour les articles homonymes, voir Białkowo.
Białkowo (prononciation : [bjau̯ˈkɔvɔ]) est un village polonais de la gmina de Radzanowo dans le powiat de Płock de la voïvodie de Mazovie dans le centre-est de la Pologne.
Il se situe à environ 6 kilomètres au sud-ouest de Radzanowo (siège de la gmina), 11 kilomètres à l'est de Płock (siège du powiat) et à 87 kilomètres au nord-ouest de Varsovie (capitale de la Pologne).

## Histoire
De 1975 à 1998, le village appartenait administrativement à la voïvodie de Płock.